# The Great Depression (álbum de DMX)
| Críticas profissionais | Críticas profissionais |
| Pontuações agregadas   | Pontuações agregadas   |
| Fonte                  | Avaliação              |
| ---------------------- | ---------------------- |
| Metacritic             | (62/100)               |
| Avaliações da crítica  |                        |
| Fonte                  | Avaliação              |
| Allmusic               | [ 2 ]                  |
| Entertainment Weekly   | (B-)                   |
| Los Angeles Times      | [ 4 ]                  |
| Q                      | [ 5 ]                  |
| RapReviews             | (6.5/10)               |
| Rolling Stone          | [ 7 ]                  |
| USA Today              | [ 8 ]                  |

The Great Depression é o quarto álbum de estúdio de DMX. Lançado em 23 de Outubro de 2001, foi quarto álbum consecutivo de DMX a em número um. O álbum demonstrou que ele ainda tinha uma forte aliança com os Ruff Ryders. The Great Depression virou platina rapidamente com mais de 1.8 milhão de cópias vendias, mas não teve o sucesso constante de seus lançamentos anteriores. O álbum contém os singles "Who We Be", "We Right Here", e "I Miss You."
Este álbum vendeu 439,000 cópias na semana de abertura e virou o quarto de DMX a estrear em #1. Apesar de ter estreado no primeiro lugar e ter vendido em torno de 3 milhões de cópias mundialmente, The Great Depression não obteve muito elogio da crítica. De fato, foi considerado o mais medíocre no catálogo de DMX.
The Great Depression foi lançado numa versão "limpa", que censurou a violência, os palavrões e o uso de drogas. Um pouco da edição é inconsistente no nome de armas e assuntos deste tipo.

## Lista de faixas
| #  | Título                  | Produtor(es)      | Participação(ões) | Duração | Sample(s) |
| -- | ----------------------- | ----------------- | ----------------- | ------- | --------- |
| 1  | "Sometimes"             | DMX               |                   | 1:06    |           |
| 2  | "School Street"         | Dame Grease       |                   | 3:01    |           |
| 3  | "Who We Be"             | Black Key         |                   | 4:47    |           |
| 4  | "Trina Moe"             | Dame Grease       |                   | 4:02    |           |
| 5  | "We Right Here"         | Black Key         |                   | 4:27    |           |
| 6  | "Bloodline Anthem"      | DMX & Kidd Kold   | Dia               | 4:25    |           |
| 7  | "Shorty Was Da Bomb"    | Dame Grease       |                   | 5:12    |           |
| 8  | "Damien III"            | P.K.              |                   | 3:21    |           |
| 9  | "When I'm Nothing"      | DMX & Dame Grease | Stephanie Mills   | 4:33    |           |
| 10 | I Miss You              | Kidd Kold         | Faith Evans       | 4:40    |           |
| 11 | "Number 11"             | P.K.              |                   | 4:25    |           |
| 12 | "Pull Up" (Skit)        | DMX               |                   | 0:20    |           |
| 13 | "I'ma Bang"             | Just Blaze        |                   | 5:03    |           |
| 14 | "Pull Out" (Skit)       |                   |                   | 0:24    |           |
| 15 | "You Could Be Blind"    | Swizz Beatz       | Mashonda          | 4:34    |           |
| 16 | "The Prayer IV"         | DMX               |                   | 1:42    |           |
| 17 | "A Minute for Your Son" | Swizz Beatz       |                   | 16:55   |           |

## Posições
| Parada (2001)                     | Melhor posição |
| --------------------------------- | -------------- |
| Australian Albums Chart           | 99             |
| Canadian Albums Chart             | 1              |
| Chinese Albums Chart              | 60             |
| Dutch Albums Chart                | 25             |
| French Albums Chart               | 69             |
| German Albums Chart               | 10             |
| New Zealand Albums Chart          | 38             |
| Swiss Albums Chart                | 60             |
| UK Albums Chart                   | 20             |
| U.S. Billboard 200                | 1              |
| U.S. Billboard R&B/Hip-Hop Albums | 1              |